# Бобошево
Бо́бошево (болг. Бобошево) — місто в Кюстендильській області Болгарії. Адміністративний центр общини Бобошево.

## Населення
За даними перепису населення 2011 року у місті проживала 1221 особа.
Національний склад населення міста:
| Національність   | Кількість осіб | Відсоток |
| ---------------- | -------------- | -------- |
| болгари          | 1191           | 99,0%    |
| турки            | 3              | 0,2%     |
| не визначились   | 5              | 0,4%     |
| Всього відповіли | 1203           |          |

Розподіл населення за віком у 2011 році:
Динаміка населення: